# Murak, Syria
Murak (tiếng Ả Rập: مورك, cũng đánh vần Murik, Mork, hoặc Morek) là một thị trấn Syria nằm trong Phân khu Suran ở quận Hama. Theo Cục Thống kê Trung ương Syria (CBS), Murak có dân số 14.307 trong cuộc điều tra dân số năm 2004.

## Nội chiến Syria
Trong cuộc nội chiến ở Syria, thành phố này là nơi diễn ra Trận Murak. Vào năm 2018, nó nằm dưới sự kiểm soát của Hayat Tahrir al Sham và đã trở thành một điểm giao cắt quan trọng từ các khu vực của phiến quân vào các khu vực do chính phủ Syria nắm giữ . Vào ngày 12 tháng 8 năm 2018, Quân đội Ả Rập Syria đã đóng cửa rằng băng qua để chuẩn bị cho cuộc tấn công vào lãnh thổ của phiến quân trong khu vực . Chính phủ Thổ Nhĩ Kỳ cũng đã triển khai lực lượng đặc biệt đến Murak để chuẩn bị cho bước tiến dự kiến của SAA trên khu vực Idlib  Khoản tạm ứng dự kiến đã bị đảo ngược bởi một thỏa thuận phi quân sự được ký giữa Nga và Thổ Nhĩ Kỳ vào tháng 9 năm 2018. Đến tháng 5 năm 2019, một nhóm có tên là Jaysh al-Izza  đã đóng quân trong thành phố và từ chối cho phép Nga tuần tra trong khu vực phi quân sự.